# دير القديس أونوفريوس

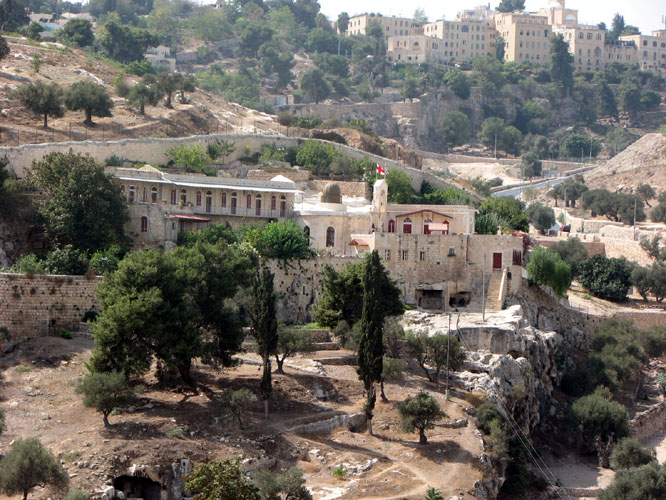
منظر للدير

دير القديس أونوفريوس (اليونانية: Ιερά Μονή του Οσίου Ονουφρίου Μονή του Οσίου Ονουφρίου) هو دير أرثوذكسي للراهبات يقع في حقل الفخاري (أكلداما بالآرامية) اشتراه شيوخ اليهود بالثلاثين قطعة من الفضة التي أعادها يهوذا الإسخريوطي والتي أعطيت له لخيانته يسوع. يقع الموقع جنوب البلدة القديمة في القدس وعلى المنحدر الجنوبي لوادي جهنم، بالقرب من وادي قدرون. تتبع الكنيسة الأرثوذكسية اليونانية في القدس، وقد سميت على اسم الراهب الناسك القديس أونوفريوس من القرن الرابع.

## تاريخ
تم بناء الدير في عام 1892 على موقع مقبرة مسيحية مبكرة، تتكون من محاريب محفورة في وجه الصخر؛ خلال القرن الرابع، كان القديس أونوفريوس الناسك يجلس هنا للصلاة. بالإضافة إلى الكهف الذي سكنه القديس أونوفريوس، هناك كهف الرسل، حيث يقال أن الرسل اختبأوا فيه أثناء الصلب. توجد كنيسة تحت الأرض منذ عهد قسطنطين الأول (306-312)، وتم توسيعها على مر القرون. وقد تم تكريسها للقديس أونوفريوس، مع وجود الكهوف الموجودة في الجزء الجنوبي من الكنيسة. منذ هذه الفترة، حافظ الأرثوذكس على عادة تخصيص عدد من الكنائس الجنائزية للقديس أونوفريوس.
وفقًا لإرميتي بييروتي، فإن أحد المقابر التي بُنيت عليها الكنيسة "متميز بواجهته المتقنة"، وكان يعتقد إرنست جوستاف شولتز ليكون نصبًا تذكاريًا لحنانوس رئيس الكهنة، حيث يظهر فيه عناصر تعود إلى العصر الهيرودي ومبنية على الطراز الدوري. وفقًا لبييروتي، "يتم تقسيم الإفريز بواسطة النقوش الثلاثية، التي تحتوي على ثمانية ميتوبيسات، كل منها مشحونة بعلامة ذات نمط مختلف".
تم بناء الدير الحالي في القرن التاسع عشر. وهي تشمل تراسات تسيطر على أرض الوادي.
وفقًا لتقليد ذكره جيه إي هاناور، زعم سكان سلوان العرب أن القبور المنحوتة في الصخر أسفل الدير تحتوي على بقايا النساك المسيحيين الذين أعدموا أثناء اضطهاد الحاكم الفاطمي الحاكم بأمر الله.

## معرض الصور

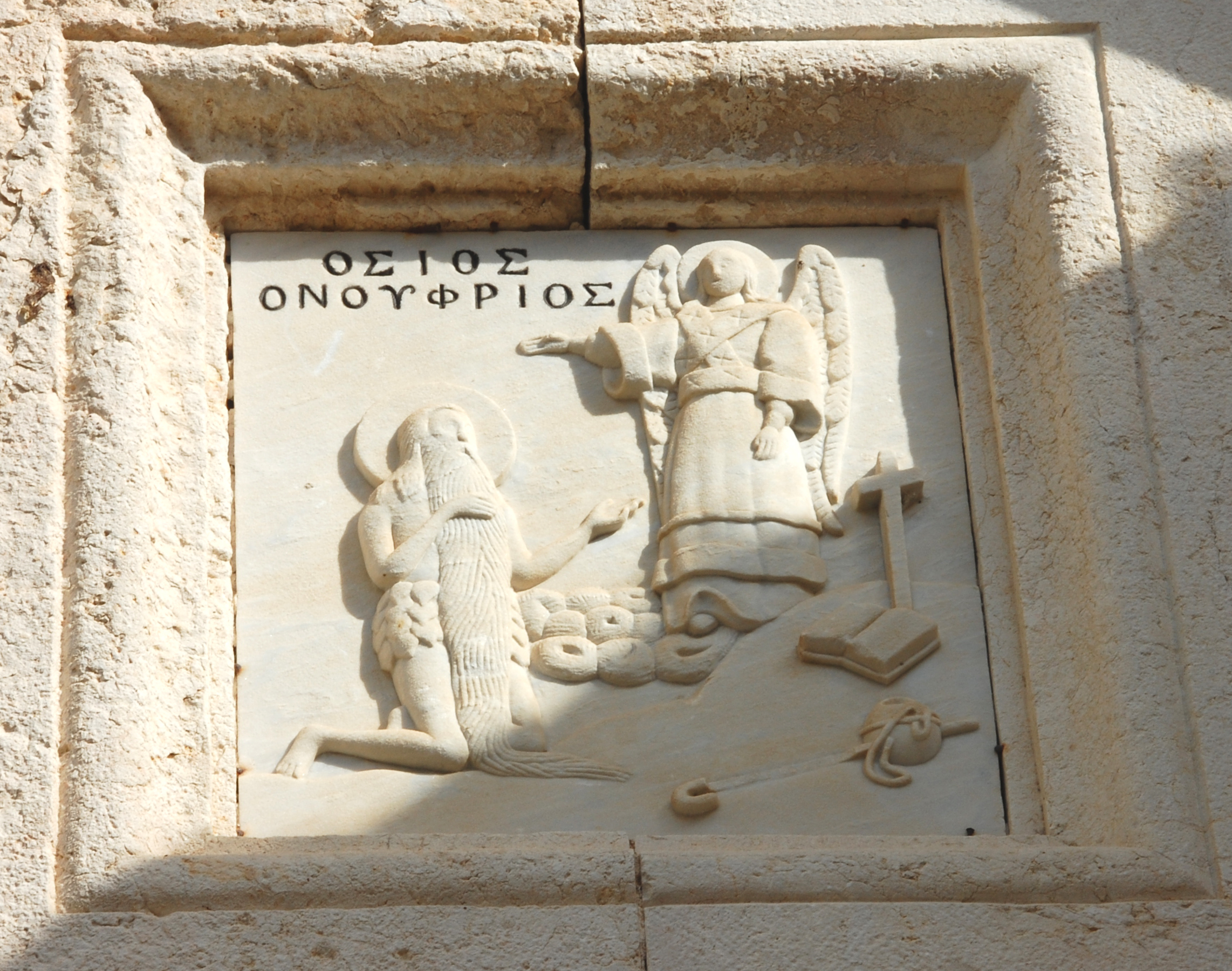
يمثل النقش البارز عند المدخل القديس أونوفريوس في الصلاة
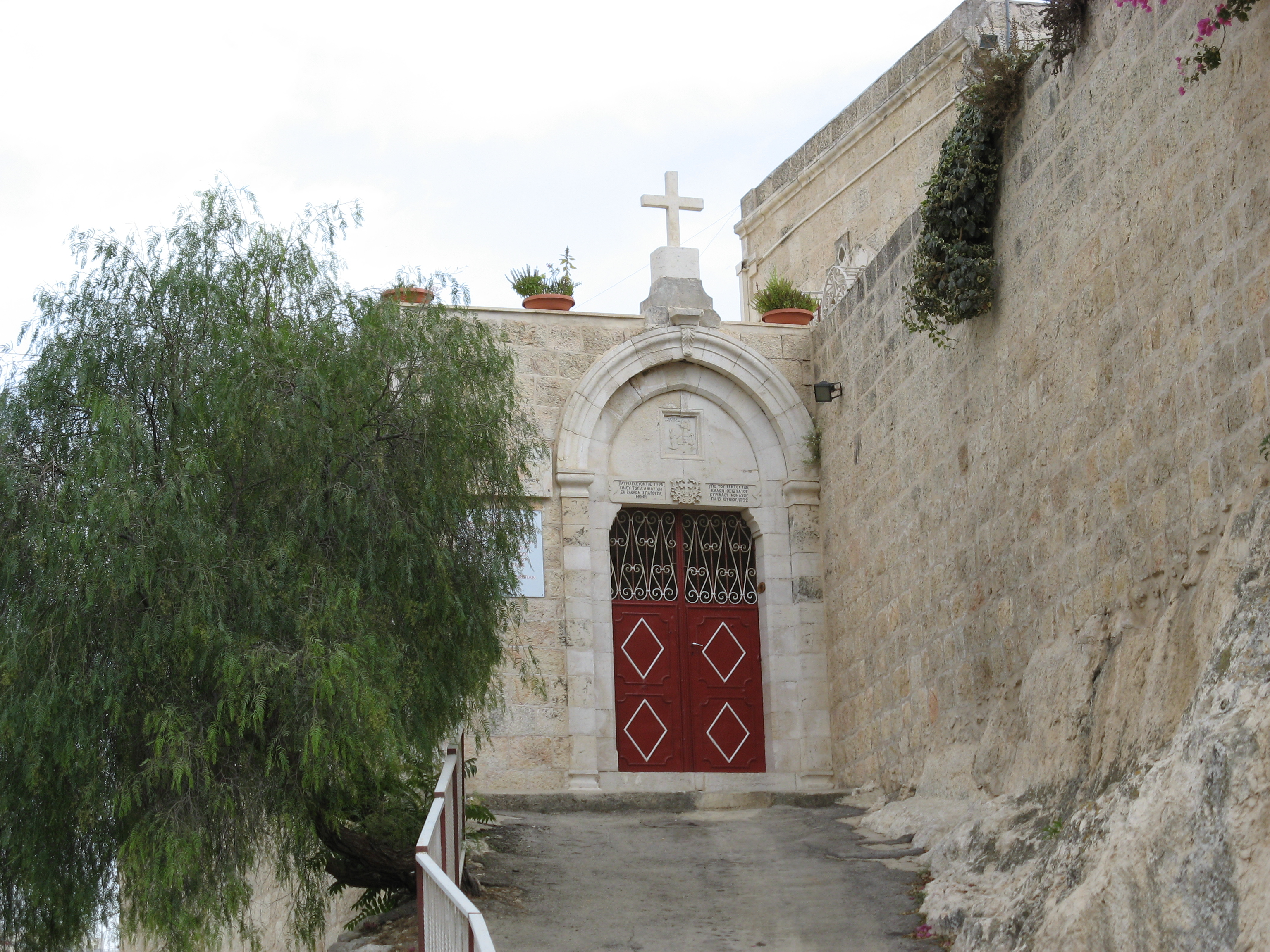
النهج الرئيسي
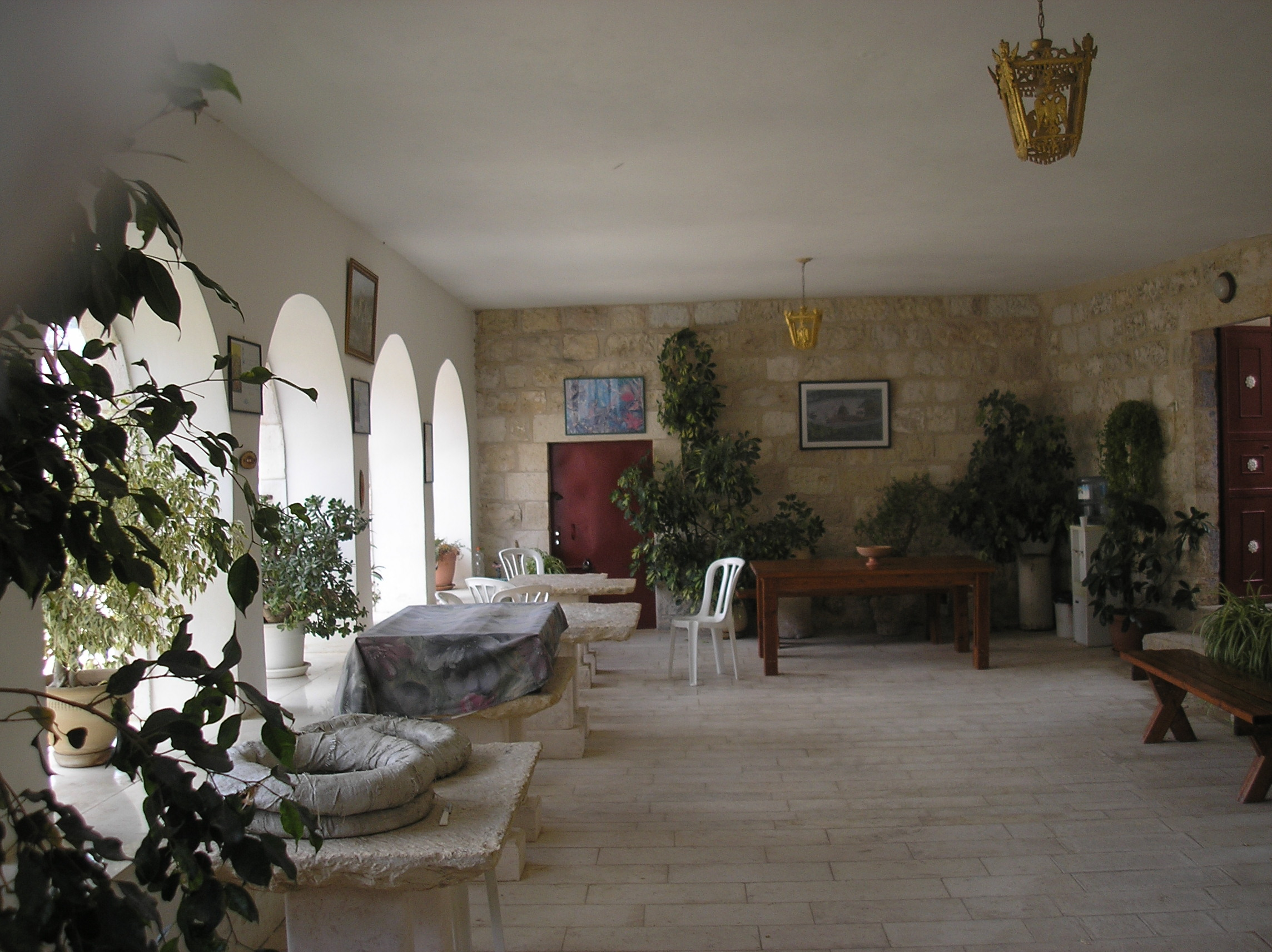
شرفة المدخل
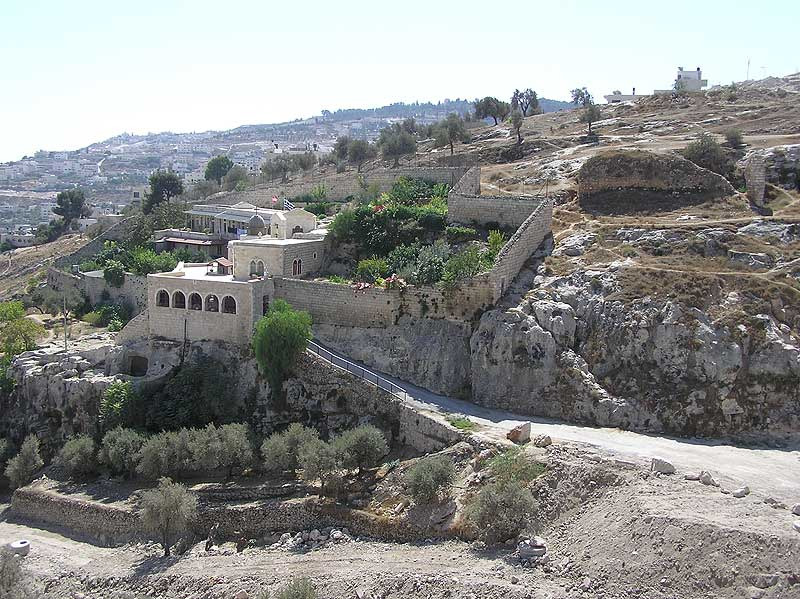
طريق الوصول وحديقة الدير
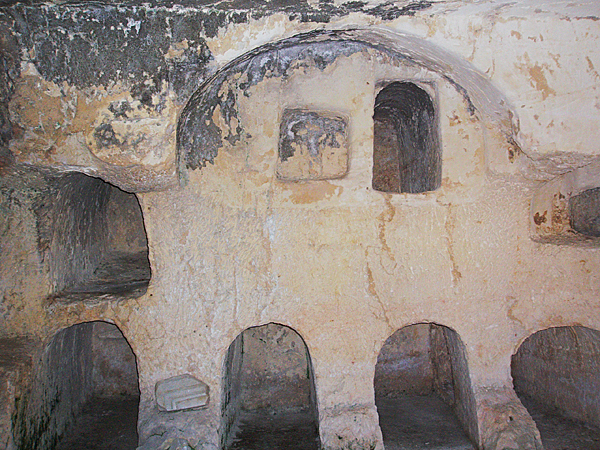
محاريب كولومباريوم